# Rue Cécile-Furtado-Heine
La rue Cécile-Furtado-Heine est une voie du 14e arrondissement de Paris, en France.

## Situation et accès
La rue Cécile-Furtado-Heine est orientée globalement nord-sud, dans le 14e arrondissement de Paris. Elle débute au nord au niveau du 153, rue d'Alésia et se termine 114 mètres au sud, au 8, rue Paulette-Jacquier.
À part ces voies, la rue Cécile-Furtado-Heine n'est rejointe ou traversée par aucune autre rue.

## Origine du nom
Elle porte le nom de la philanthrope française Cécile Furtado-Heine (1821-1896)

## Historique
La rue est ouverte en 1883 sous le nom de « rue Couprie », par une société dont est président M. Couprie, adjoint au maire de Montrouge et prend le nom de « rue Furtado-Heine » le 10 juin 1897 puis, par délibération du Conseil de Paris en date du 29 octobre 2019, elle devient « rue Cécile-Furtado-Heine ».

## Bâtiments remarquables et lieux de mémoire
La rue Furtado-Heine comporte les édifices remarquables suivants :
- nos 2 et 155, rue d'Alésia : immeuble d'angle, dont le rez-de-chaussée comporte la devanture d'une ancienne boulangerie, installée au début du XXe siècle[2].
- entre les rues Furtado-Heine, Paulette Jacquier et Delbet était situé, dans la deuxième moitié du XIXe siècle et le début du XXe, un atelier d’aveugles. Les élèves, au nombre de trente-deux, se consacraient à la sparterie et à la brosserie[3].

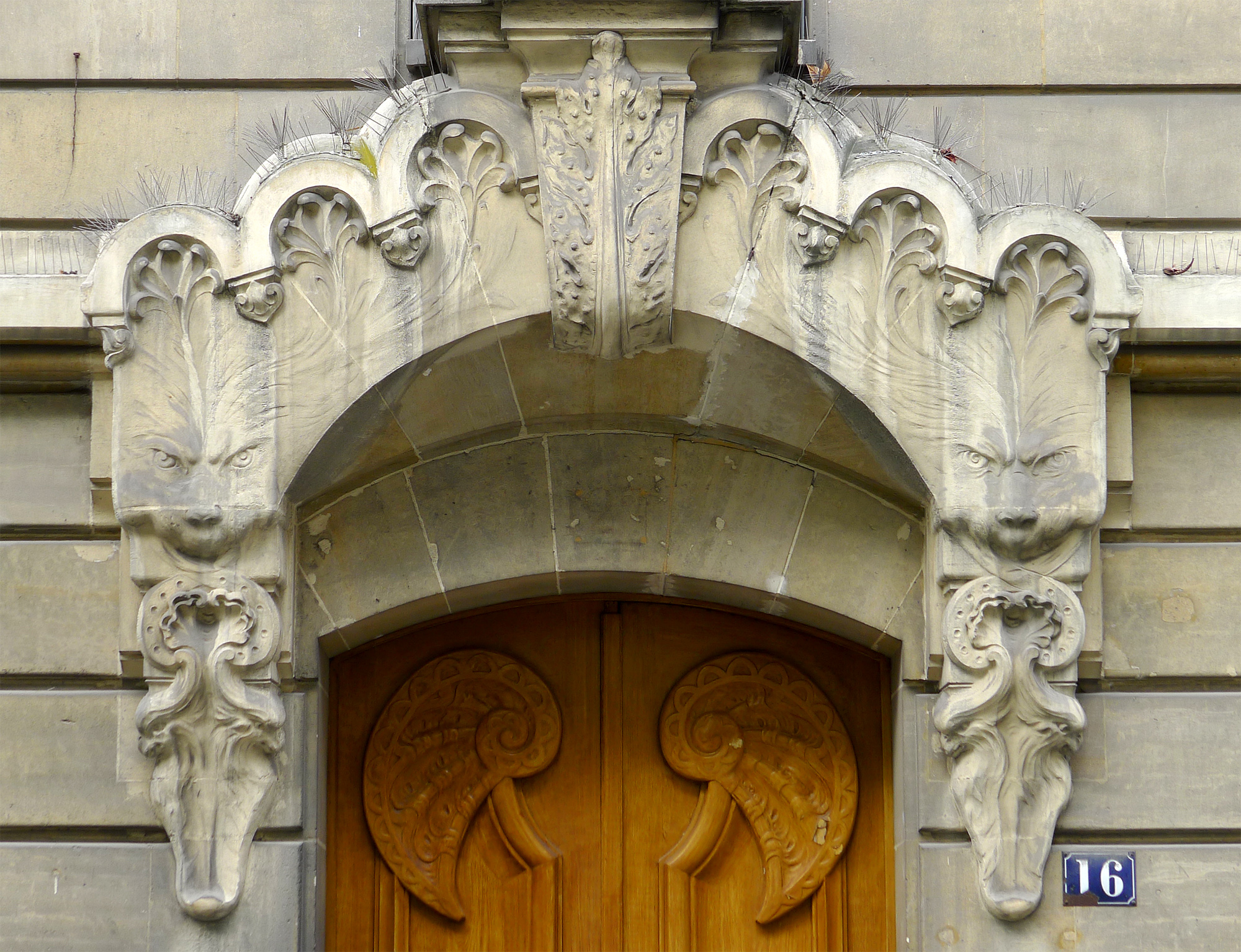
No 16 : détail de l'entrée.